# Kehrweg-Stadion
Kehrweg-Stadion – stadion piłkarski w Eupen, w Belgii. Może pomieścić 8363 widzów, z czego 5603 miejsc jest siedzących. Swoje spotkania na stadionie rozgrywają piłkarze klubu KAS Eupen. Obiekt był także jedną z aren piłkarskich Mistrzostw Europy U-17 2007. Rozegrano na nim trzy spotkania fazy grupowej turnieju.